# Bouscarle du Kinabalu
Locustella accentor
Espèce
Synonymes
- Bradypterus accentor (protonyme)

Statut de conservation UICN

 LC  : Préoccupation mineure
La Bouscarle du Kinabalu (Locustella accentor) est une espèce de passereaux de la famille des Locustellidae.

## Répartition
Cet oiseau est endémique du Sabah (monts Kinabalu et Trus Madi).